# Liste der Biografien/Teb
Liste der Biografien |
Portal Biografien |
Personensuche
# |
A |
B |
C |
D |
E |
F |
G |
H |
I |
J |
K |
L |
M |
N |
O |
P |
Q |
R |
S |
T |
U |
V |
W |
X |
Y |
Z |
?
 
Ta |
Tc |
Te |
Tf |
Tg |
Th |
Ti |
Tj |
Tk |
Tl |
Tm |
To |
Tq |
Tr |
Ts |
Tu |
Tv |
Tw |
Tx |
Ty |
Tz
 
Tea |
Teb |
Tec |
Ted |
Tee |
Tef |
Teg |
Teh |
Tei |
Tej |
Tek |
Tel |
Tem |
Ten |
Teo |
Tep |
Teq |
Ter |
Tes |
Tet |
Teu |
Tev |
Tew |
Tex |
Tey |
Tez
Die Liste der Biografien führt alle Personen auf, die in der deutschsprachigen Wikipedia einen Artikel haben. Dieses ist eine Teilliste mit 40 Einträgen von Personen, deren Namen mit den Buchstaben „Teb“ beginnt.

## Teb

### Teba
- Tebaldeo, Antonio (1463–1537), italienischer Dichter
- Tebaldi, Giacomo († 1466), Erzbischof von Neapel und Kardinal
- Tebaldi, Renata (1922–2004), italienische Opernsängerin (Spinto-Sopran)
- Tebaldini, Giovanni (1864–1952), italienischer Komponist, Musikwissenschaftler und Organist
- Tebar, Karen (* 1964), französische Dressurreiterin
- Tebar, Ximo (* 1963), spanischer Jazzmusiker (Gitarre, Komposition)
- Tebarth, Hans-Jakob (* 1957), deutscher Historiker
- Tebartz van Elst, Ludger (* 1965), deutscher Psychiater
- Tebartz-van Elst, Franz-Peter (* 1959), deutscher römisch-katholischer Geistlicher und PastoraltheologeFranz-Peter Tebartz-van Elst (* 1959)

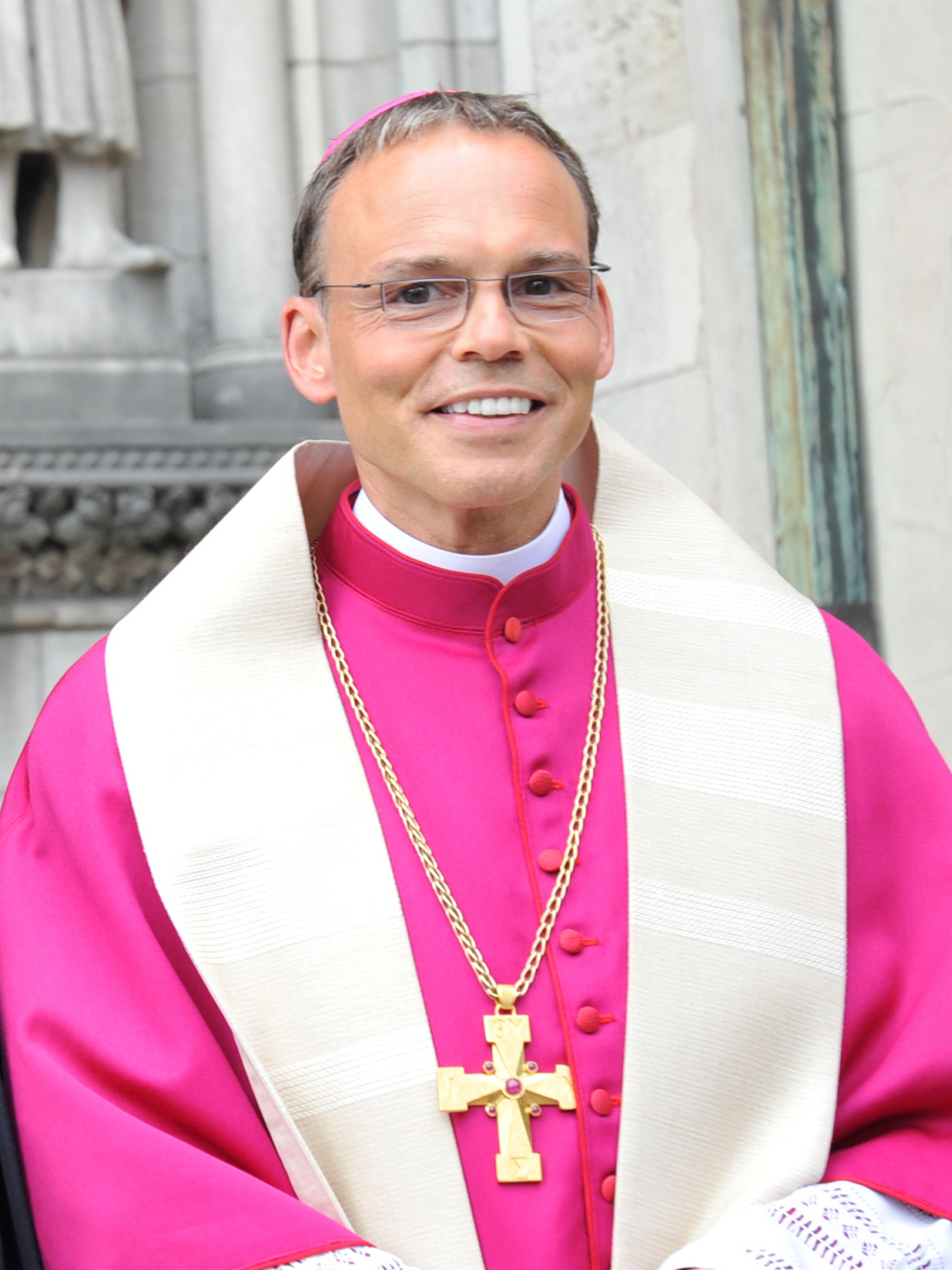
Franz-Peter Tebartz-van Elst (* 1959)

### Tebb
- Tebbe, Frederick N. (1935–1995), US-amerikanischer Chemiker
- Tebbe, Friedrich-Wilhelm (1945–2021), deutscher Musiker
- Tebbe, Jan (1927–1985), deutscher Initiator und Gründer des Allgemeinen Deutschen Fahrrad-Clubs
- Tebbe, Wolfgang (1931–2007), deutscher Offizier, Generalleutnant und Diplomingenieur
- Tebbel, John (1912–2004), US-amerikanischer Journalist und Medienhistoriker
- Tebbel, Maurice (* 1994), deutscher Springreiter
- Tebbel, René (* 1969), deutscher Springreiter
- Tebben, Armin (* 1960), deutscher Verwaltungsbeamter, Direktor des Landtages Mecklenburg-Vorpommern
- Tebbenhoff, Gesche (* 1966), deutsche Schauspielerin und Yogalehrerin
- Tebbit, Norman (1931–2025), britischer konservativer Politiker
- Tebboune, Abdelmadjid (* 1945), algerischer Politiker (FLN)
- Tebbutt, John (1834–1916), australischer Astronom
- Tebbutt, Michael (* 1970), australischer Tennisspieler

### Tebe
- Tebeck, Manfred (* 1969), deutscher Fußballspieler
- Tebenichin, Amir (* 1977), kasachischer klassischer Pianist
- Tebenkow, Michail Dmitrijewitsch (1802–1872), russischer Hydrograph, Vizeadmiral der Kaiserlich Russischen Marine, Direktor der Russisch-Amerikanischen Kompagnie und Gouverneur von Russisch-Amerika
- Teber, Ergün (* 1985), türkischer Fußballspieler
- Teber, Mine (* 1961), nordzyprische Schauspielerin
- Teber, Selim (* 1981), deutsch-türkischer Fußballspieler
- Tebėra, Albinas (* 1951), litauischer Forstwissenschaftler
- Tebet, Ramez (1936–2006), brasilianischer Politiker
- Tebet, Simone (* 1970), brasilianische Politikerin

### Tebi
- Tébily, Olivier (* 1975), ivorischer Fußballspieler

### Tebj
- Tebje, Ingo (* 1972), deutscher Energieelektroniker, Gewerkschaftssekretär und Politiker (Die Linke), MdBB

### Tebn
- Tebnimit Buransri (* 1993), thailändischer Fußballspieler

### Tebo
- Tebogo, Letsile (* 2003), botswanischer Sprinter
- Teboh-Ewungkem, Miranda (* 1974), kamerunische Mathematikerin und Hochschullehrerin
- Tebow, Tim (* 1987), amerikanischer American-Football-Spieler und Gewinner der Heisman Trophy 2007Tim Tebow (* 1987)

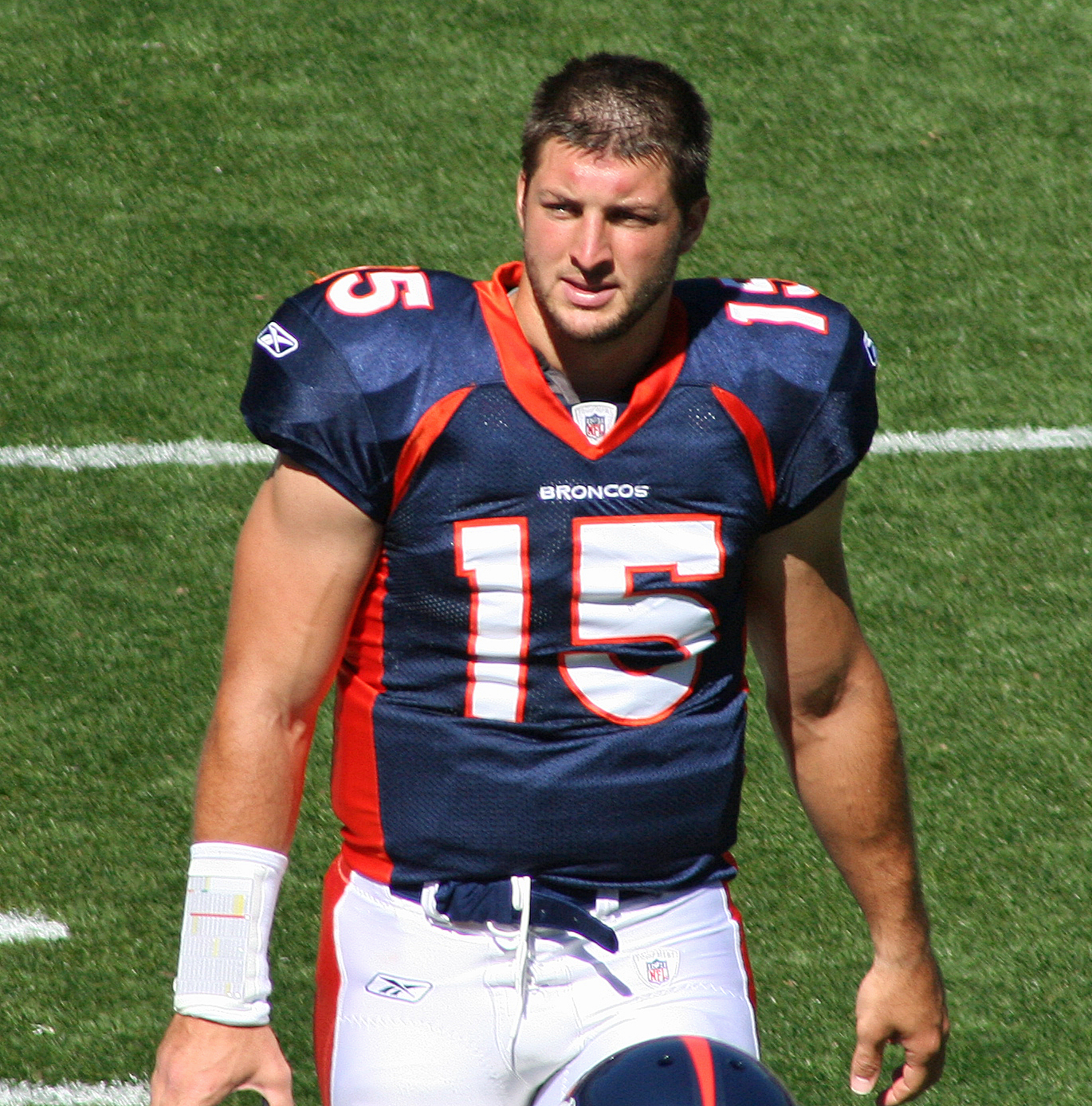
Tim Tebow (* 1987)

### Tebr
- Tebroke, Hermann-Josef (* 1964), deutscher Betriebswirt, Politiker (CDU), Landrat, MdB
- Tebruck, Stefan (* 1964), deutscher Historiker
- Tebrügge, Jan (* 1982), deutscher Ruderer